# Station Hamont
Station Hamont is een spoorwegstation langs spoorlijn 19 (Mol-Hamont-Weert) in de gemeente Hamont-Achel. Het grensstation, gelegen aan de IJzeren Rijn, werd in 1957 voor het reizigersverkeer gesloten. Op 6 april 2014 werd het station door de NMBS heropend.

## Heropening
In juni 2009 maakte de NMBS bekend dat zij voornemens is om opnieuw treinen te laten rijden vanaf en naar station Hamont. Sinds 6 april 2014 rijden dagelijks een aantal NMBS-treinen naar Hamont. Hiertoe werd een nieuw perron aangelegd, alsook een uitwijkspoor.
In 2022 wordt het perron verlengd en verhoogd. Hierdoor wordt het station integraal toegankelijk voor personen met een beperking en zal het mogelijk zijn om langere treinen te laten stoppen.

## Elektrificatie spoorlijn Hamont-Mol
In 2018 startte Infrabel met de elektrificatie van de spoorlijn tussen Mol en Hamont. Deze zou afgewerkt zijn in juni 2020, maar liep een jaar vertraging op door de coronacrisis. Op donderdag 10 juni 2021 was het traject volledig afgewerkt en reed de eerste elektrische trein (Desiro) tussen Mol en Neerpelt. Vanaf maandag 14 juni 2021 wordt de treindienst deels verzekerd door elektrische treinen en deels nog door dieseltreinstellen (MW41), om dan geleidelijk aan volledig over te schakelen op elektrische treinen. Ook vertrekt studenten-P-trein Mol-Leuven-Heverlee op zondagavond vanaf zondag 20 juni in Hamont in plaats van Mol. Deze trein wordt gereden met een dubbeldekstrein (M5) in plaats van een dieseltreinstel (MW41).

## Treindienst
| Serie  | Treinsoort          | Route                                                             | Bijzonderheden            |
| ------ | ------------------- | ----------------------------------------------------------------- | ------------------------- |
| IC 10  | Intercity (NMBS)    | Antwerpen-Centraal – Mol – Hamont                                 |                           |
| P 8220 | Piekuurtrein (NMBS) | [ Hamont – ] / [ Essen – Antwerpen-Centraal – ] Leuven – Heverlee | Een trein op zondagavond. |

## Reizigerstellingen
De grafiek en tabel geven het gemiddeld aantal instappende reizigers weer op een week-, zater- en zondag.
| Tabel: aantal instappende reizigers station Hamont | Tabel: aantal instappende reizigers station Hamont | Tabel: aantal instappende reizigers station Hamont | Tabel: aantal instappende reizigers station Hamont |
|                                                    | Weekdag                                            | Zaterdag                                           | Zondag                                             |
| -------------------------------------------------- | -------------------------------------------------- | -------------------------------------------------- | -------------------------------------------------- |
| 2014                                               | 52                                                 | -                                                  | 48                                                 |
| 2015                                               | 154                                                | 122                                                | 194                                                |
| 2016                                               | 158                                                | 98                                                 | 167                                                |
| 2017                                               | 158                                                | 107                                                | 161                                                |
| 2018                                               | 165                                                | 117                                                | 207                                                |
| 2019                                               | 171                                                | 45                                                 | 121                                                |
| 2020                                               | 98                                                 | 22                                                 | 101                                                |
| 2021                                               | -                                                  | -                                                  | -                                                  |
| 2022                                               | 126                                                | 141                                                | 192                                                |
| 2023                                               | 128                                                | 106                                                | 178                                                |
| 2024                                               | 147                                                | 181                                                | 259                                                |

## Bussen
| Buslijn | Traject               |
| ------- | --------------------- |
| 82      | Hamont-Achel - Lommel |

## Toekomst
Er zijn plannen om de treindienst door te trekken naar het Nederlandse Weert.
0,0: Mol ·
2,9: Gompel ·
4,7: Balen-Wezel ·
8,7: Balen-Werkplaatsen ·
10,7: Lommel-Werkplaatsen ·
13,8: Lommel ·
18,6: Lommel-Werkplaatsen ·
21,5: Overpelt ·
22,8: Neerpelt ·
27,4: Sint-Huibrechts-Lille ·
30,9: Hamont